# Rotondella
Rotondella község (comune) Olaszország Basilicata régiójában Matera megyében.

## Fekvése
A megye délnyugati részén fekszik. Kijárata van a Tarantói-öbölre.

## Története
Első említése 1261-ből származik: Rotunda Marinis. 

## Népessége
A népesség számának alakulása:

## Főbb látnivalói
- Madonna del Lauro-templom
- Sant’Antonio da Padova-templom
- Santa Maria delle Grazie-templom
- Santa Maria Assunta-templom (17. század)